# José Adalberto Jiménez Mendoza
Dom Frei José Adalberto Jiménez Mendoza O.F.M.Cap. (San Plácido, 23 de junho de 1969) é prelado equatoriano da Igreja Católica Romana e religioso professo da Ordem dos Frades Menores Capuchinhos. Atualmente exerce a função de vigário apostólico de Aguarico, em seu país de origem.

## Biografia
Nasceu em San Plácido, no cantão Portoviejo, Manabí, Equador. Estudou filosofia e teologia em Cuenca, entre 1990 e 1997, conseguindo a licenciatura em teologia pela Universidade do Azuay.
Emitiu sua primeira profissão religiosa em 15 de agosto de 1990 e, em 14 de agosto de 1996, a profissão perpétua como religioso capuchinho.
Foi ordenado presbítero em 16 de maio de 1997 para a Arquidiocese de Portoviejo.
Entre 2012 e 2014, os títulos em ensino superior de mestre em "Terapia Familiar e de Casais para Profissionais da Saúde", pela Universidade Complutense de Madri, e especialista em "Terapia Humanista Centrada na Pessoa", pelo Instituto Laureano Cuesta, de Madri. Também realizou estudos de "Discernimento Vocacional e Acompanhamento Espiritual", dos Padres Jesuítas, em Salamanca, Espanha.
Ao longo de seu ministério presbiteral, Jiménez desempenhou os seguintes cargos pastorais: vice-mestre do Estudiantado Capuchinho de Filosofía e Teologia, y coadjutor da Paróquia Maria Rainha da Paz em Cuenca (1997-2000); superior da Fraternidade Capuchinha de Ibarra, diretor do Postulantado Capuchinho, coordenador do Colégio "San Francisco", diretor da Fundação "Nuestros Hijos" de Ibarra (2000-2003); mestre dos Noviços Capuchinhos em Portoviejo, coordenador da Fundação e Albergue "Padre Matías Mujica", para acolher e atender a enfermos de câncer (2003-2005); ministro vice-provincial dos Frades Capuchinhos no Equador (2005-2011); presidente da Conferência Capuchinha Andina (2005-2008); presidente da Família Franciscana do Equador (2010-2011); vice-provincial dos Capuchinhos no Equador, membro da Junta Diretiva da Família Franciscana do Equador (2014-2017).
Em 2 de agosto de 2017, o Papa Francisco nomeou-o bispo titular de Ubaba e designou-o para substituir Dom Frei Jesús Esteban Sádaba Pérez, O.F.M.Cap., no governo do Vicariato Apostólico de Aguarico. Sua sagração episcopal e posse aconteceu em 6 de outubro seguinte, no Coliseu "Fray Mariano de Ázqueta", da Unidade Educativa Padre Miguel Gamboa, de Francisco de Orellana, presidida por Dom Jesús, com Dom Lorenzo Voltolini Esti, então arcebispo de Portoviejo, e Dom Eugenio Arellano Fernández, MCCJ, vigário apostólico de Esmeraldas, como co-consagrantes.